# Concours littéraire
Un concours littéraire est une compétition d'écriture littéraire. Contrairement aux prix littéraires, qui distinguent des œuvres publiées, les concours littéraires récompensent habituellement des textes non publiés.

## Organisation
Les concours littéraires peuvent être organisés par des revues littéraires,, des maisons d'édition,, des médias, des associations,, des salons du livre, des organismes publics, etc. Autrefois confidentiels et avec un public plutôt régional, ces concours se sont développés avec l'essor d'internet et l'accès facile à l'information, sur les concours organisés partout dans le monde. 
Ces concours constituent parfois une voie vers une première publication,. Organisés par des institutions universitaires, scolaires ou carcérales, ils peuvent avoir un intérêt pédagogique, notamment pour l'enseignement des langues étrangères. Ils peuvent aussi avoir pour objectif de transmettre des valeurs culturelles ou de collecter des données.
En 2013, plus de 1 000 concours littéraires sont recensés.

### Règlement
Le règlement du concours peut spécifier diverses contraintes:
- le genre littéraire: poésie, nouvelles, micronouvelles, haïku, fantastique, science-fiction, littérature jeunesse, etc. ;
- la longueur du texte, qui peut être extrêmement réduite[19] ;
- le respect d'un thème ;
- l'échéance plus ou moins longue pour produire le texte ;
- la présentation et l'acheminement du texte ;
- la gratuité, ou non, de la participation ;
- le statut de l'auteur ou autrice (âge, profession, nationalité, etc.).

### Prix
Les textes soumis à un concours littéraire sont habituellement évalués par un jury chargé de désigner les lauréats. Ceux-ci peuvent être récompensés par des prix ou par une publication.